# Coriolopsis

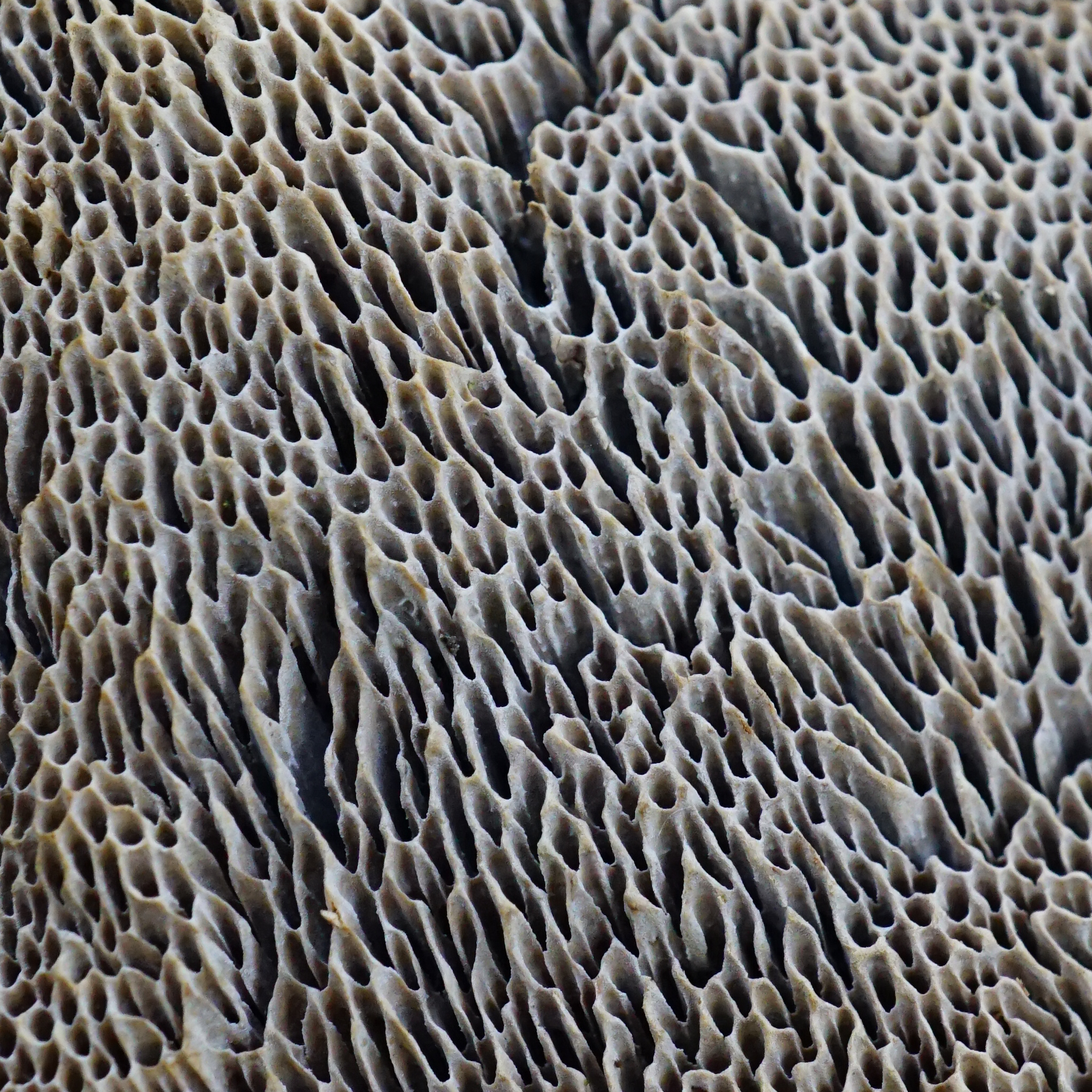
Hymenofor włochatki ciemnej

Coriolopsis Murrill (włochatka) – rodzaj grzybów z rodziny żagwiowatych (Polyporaceae).

## Charakterystyka
Grzyby nadrzewne, saprotroficzne, poliporoidalne. Większość gatunków występuje w strefie tropikalnej. Owocniki roczne do dwuletnich, siedzące lub rozpostarto-odgięte. Powierzchnia górna aksamitna do włochatej, rzadziej naga, strefowana dlub niestrefowana, żółtawa do umbrowo-brązowej. Hymenofor poroidalny, powierzchnia porów tej samej barwy co górna, u niektórych gatunków z odcieniem szarawym do niebieskiego, pory całe, okrągłe do kanciastych, małe do średnio dużych. Kontekst złoty do umbro brązowego. System strzępkowy trimityczny, strzępki generatywne ze sprzążkami, strzępki szkieletowe grubościenne do litych, o barwie od ochrowej do głęboko złotobrązowej, strzępki łącznikowe tej samej barwy co strzępki szkieletowe, cystyd brak. Bazydiospory szkliste, cylindryczne do podłużno-elipsoidalnych, gładkie, cienkościenne, przeważnie o długości 6–12 µm, w odczynniku Melzera nieamyloidalne. Powodują białą zgniliznę martwego twardego drewna.
Granica między rodzajami trimitycznych grzybów poliporoidalnych jest skomplikowana, ponieważ różnią się niewieloma cechami. Rodzaje Heksagonia i Coriolopsis odróżniają się od innych rodzajów brązowym ubarwieniem.

## Systematyka i nazewnictwo
Pozycja w klasyfikacji: Polyporaceae, Polyporales, Incertae sedis, Agaricomycetes, Agaricomycotina, Basidiomycota, Fungi (według Index Fungorum).
Synonim naukowy: Trametella Pinto-Lopes.
Polską nazwę nadał Władysław Wojewoda w 1999 r., Stanisław Domański używał nazwy brunatka.
Gatunki:
- Coriolopsis albobadia (Lloyd) T. Hatt. & Sotome 2013
- Coriolopsis antleroides Douanla-Meli & Ryvarden 2007
- Coriolopsis aspera (Jungh.) Teng 1963
- Coriolopsis badia (Berk.) Murrill 1907
- Coriolopsis bataanensis Murrill 1908
- Coriolopsis brunneoleuca (Berk.) Ryvarden 1972
- Coriolopsis burchellii (Berk. ex Cooke) Ryvarden 1988
- Coriolopsis byrsina (Mont.) Ryvarden 1972
- Coriolopsis caperata (Berk.) Murrill 1908
- Coriolopsis daedaleoides (Berk.) Ryvarden 1972
- Coriolopsis floccosa (Jungh.) Ryvarden 1972
- Coriolopsis fumosa Murrill 1912
- Coriolopsis gallica (Fr.) Ryvarden 1973 – włochatka ciemna
- Coriolopsis helvola (Fr.) Ryvarden 1972
- Coriolopsis luteola (X.Q. Zhang & J.D. Zhao) J.D. Zhao 1989
- Coriolopsis luteo-olivacea (Berk.) Teng 1963
- Coriolopsis occidentalis (Klotzsch) Murrill 1905
- Coriolopsis phaea (Lév.) Teng 1963
- Coriolopsis phocina (Berk. & Broome) Murrill 1907
- Coriolopsis pruinata (Klotzsch) Teng 1963
- Coriolopsis psila (Lloyd) Ryvarden 2012
- Coriolopsis suberosifusca (Corner) T. Hatt. & Sotome 2013
- Coriolopsis taylorii Murrill 1908
- Coriolopsis telfairii (Klotzsch) Ryvarden 1972
- Coriolopsis tuberculata Ryvarden 2000
- Coriolopsis turgida (Lloyd) Teng 1963

Wykaz gatunków i nazwy naukowe na podstawie Index Fungorum. Nazwy polskie według Władysława Wojewody.